# Włodzimierz Prochaska

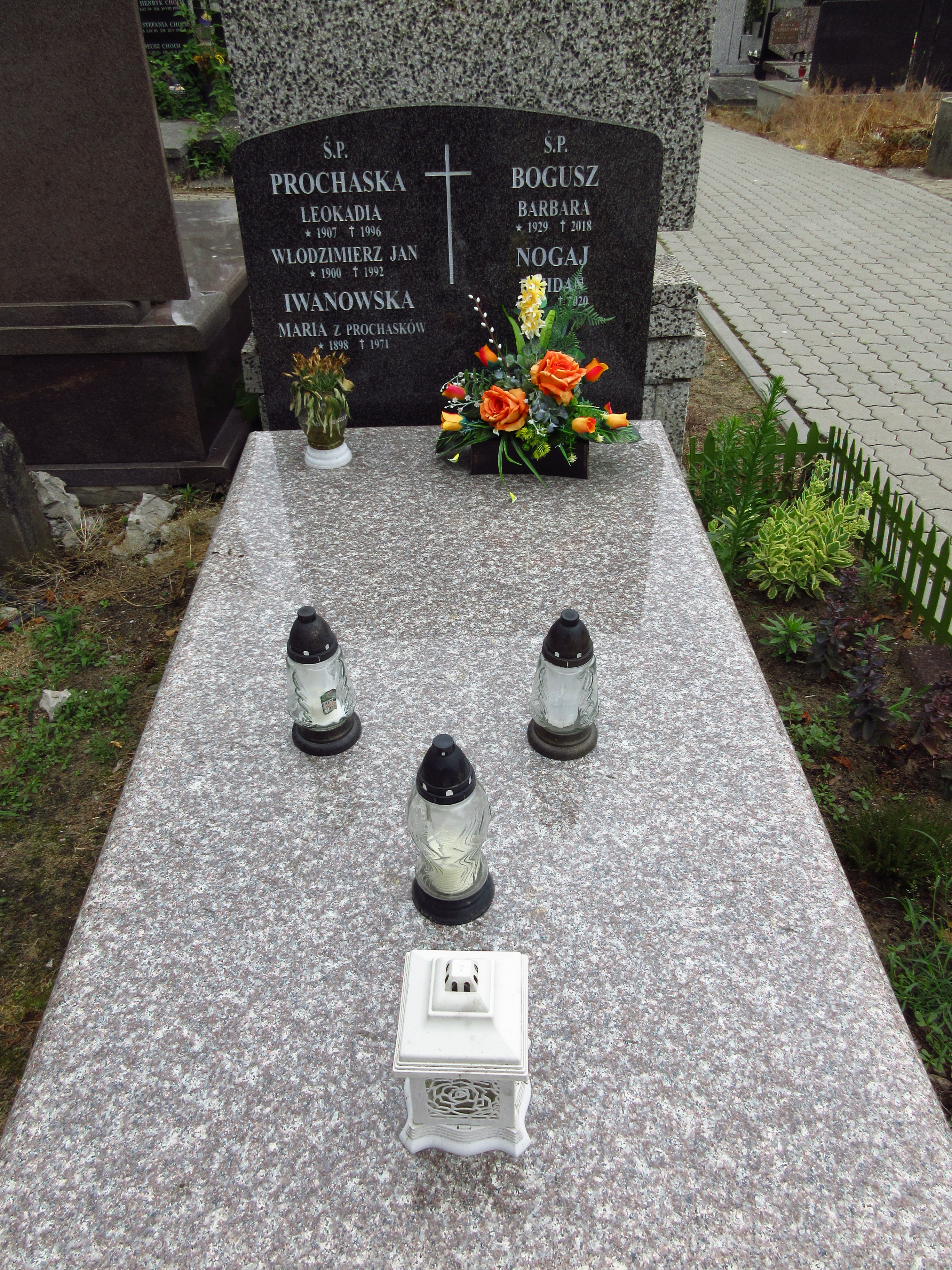
Grób profesora Włodzimierza Prochaski na Cmentarzu Bródnowskim.

Włodzimierz Prochaska (ur. 15 kwietnia 1900 w Niepołomicach, zm. 17 lutego 1992 w Warszawie), polski architekt, absolwent Politechniki Warszawskiej, profesor Politechniki Gdańskiej.

## Życiorys
Pierwszy dyplomowany architekt, który osiadł w Gdyni. Do Gdyni przyjechał po ukończeniu studiów w 1927. W latach 1927–39 budowniczy Gdyni. Pozostawił po sobie około 100 budynków mieszkalnych w Gdyni i Warszawie, zbudowanych w stylu funkcjonalizmu i modernizmu w tym okazałych kamienic przy ul. Świętojańskiej, Mściwoja, Skwerze Kościuszki – uznanych dziś za obiekty zabytkowe. Był jednym z założycieli Spółdzielni Budowy Mieszkań Ekonomicznych, która w błyskawicznym tempie realizowała osiedla tanich, a zarazem funkcjonalnych szeregowych domków w różnych dzielnicach miasta, istniejących do dziś. W latach 1948–1949 przewodniczący Oddziału Wybrzeże SARP w Gdańsku.
W latach 1964–71 profesor Politechniki Gdańskiej, w latach 196-58 dziekan Wydziału Architektury.
Pochowany na cmentarzu Bródnowskim w Warszawie (kwatera 35I-2-32). 

## Wybrane zrealizowane budowle
- 1928 – Kamienica Zygmunta Peszkowskiego, Gdynia, Skwer Kościuszki 14 (wraz ze Stanisławem Odyniec-Dobrowolskim)[3]
- 1931 – Kamienica Leona Stankiewicza, Gdynia, ulica Świętojańska 53[4]
- 1939 – Dom Opolanka w Gdyni, ul. Piotra Skargi 9 (wraz z T. Jędrzejewskim)[5]
- 1947–59 – Hala Sportowa w Łodzi